# أندرس بورغ
أندرس بورغ (بالسويدية: Anders Borg) (و. 1968  م) هو اقتصادي، وسياسي سويدي، ولد في ستوكهولم، هو عضوٌ في حزب التجمع المعتدل.

## مناصب
تولى منصب وزير المالية ‏.

## التعليم
تعلم في جامعة أوبسالا، وجامعة ستكهولم.

## روابط خارجية
- أندرس بورغ على موقع مونزينجر (الألمانية)